# Rácváros
Rácváros (németül: Raitzenstandt) 1954 óta Pécs településrésze, egykor önálló község, 1930-1954 között Mecsekalja része volt. A Mecsekoldalban, Ürögtől délre fekszik a Rácvárosi út mentén, a 6-os főút mai nyomvonalától északra; nyugati széle közelében ér véget a Mohácstól Pécsig húzódó 57-es főút.

## Története
Rácváros alapítását a 17. század végén bizonyos felekezeti és egyéb villongások előzték meg Pécsett. A hittérítő munkálatok, a török kiűzését követően a katolikus lelkészek, különösen a jezsuiták részéről olyan buzgón folytatódtak, hogy már 1692-ben a város polgársága ünnepélyes fogadalmat tett, mely szerint „más felekezetűek, mint római katolikusok nem vehetők fel a város polgárai sorába, amennyiben továbbra is a város falain belül akarnak maradni, a katolikus hitre kell áttérniük”. A fogadalom latin nyelvű szövege megtalálható Bárdos idézett könyvében.
Az óhajtott békesség azonban nem sokáig volt zavartalan, hiszen már 1693-ban súrlódások támadtak a katolikusok és a nemrég megtért szakadár szerbek (schizmatikusok) között. Akkor (1693-ban) maga a püspök, Radonay Mátyás is panaszkodott az óhitű szerbek esküszegése miatt. Ennek következménye volt, hogy a rác népesség egy részének el kellett hagynia a város területét. A kiutasított lakosság Ürög felé vonult, s nem messze a várostól egy községet alapított, melynek neve ma is Rácváros.
1781-ben római katolikus plébánia létesült Rácvárosban. Ekkor a lakosság többsége már német volt és rövidesen megjelent itt a magyar lakosság is. A 19. században Német Ürögre keresztelték át a városrészt, mely napjainkra ismét visszakapta eredeti nevét. Az egykori szerb lakosságra itt ma már csak a helységrész neve emlékeztet.

## Híres lakosok
•  Szabó Attila - a Fizikai Nemzetközi Diákolimpia (IPhO) kétszeres győztese (2012; 2013).